# Serenad (balett)
Serenad (engelsk originaltitel: Serenade) är en balett i koreografi av George Balanchine till Tjajkovskijs musik Serenad för stråkorkester i C-dur, Op. 48.

## Historia
Denna balett uruppfördes den 10 juni 1934 i White Plains, New York, av elever vid School of American Ballet och var den första balett som Balanchine koreograferade efter sin flytt till Förenta Staterna. Den offentliga premiären ägde rum den 1 mars 1935 på Adelphi Theatre, New York.
Baletten sattes upp på Stockholmsoperan 1970 och spelades tjugo gånger fram till 1972.

## Innehåll
Handling saknas och atmosfären är romantisk med långa blå klänningar, månsken och den elegiska musiken. Balanchine syftade inte till att berätta en historia, utan ville endast återge musikens mönster.

### Sats 1. Allegro
Då ridån går upp finns ett femtontal kvinnliga dansare i blå kjolar på scenen mot en blå himmelsbakgrund. En av flickorna verkar vilja dansa solo, men hennes rörelser efterhärmas av de övriga och det pågår till scenen åter fryses. En ensam flicka kommer senare och en manlig dansare går henne till mötes.

### Sats 2. Vals
Paret dansar tillsammans. De övriga återkommer och alla förenas i en gruppdans.

### Sats 3. Andante, allegro con spirito.
(Sats 4 i Tjajkovskijs originalverk). Fem kvinnliga dansar blir kvar. De dansar då en manlig dansar kommer in och bildar ett par med en av flickorna. Hon faller och hennes kamrater lämnar scenen, där hon ligger kvar.

### Sats 4. Elegi
En kvinna leder en man fram till den liggande. Mannen dansar med båda och då han måste välja, så väljer han sin ursprungliga partner, ibland kallad den "svarta ängeln". Den andra lyfts och bärs ut av tre män.